# BarON24
Baron24 (eigene Schreibweise BarON24) ist eine polnische Comedyserie, die vom 7. März 2014 bis zum 13. Juni 2014 auf TVP2 ausgestrahlt wurde.
Wegen geringer Einschaltquoten wurde die Serie nicht um eine zweite Staffel verlängert.

## Besetzung
| Schauspieler          | Rolle         |
| --------------------- | ------------- |
| Tomasz Karolak        | Mirek Baron   |
| Izabela Kuna          | Sylwia Baron  |
| Iwona Bielska         | Teresa        |
| Weronika Humaj        | Paulina Baron |
| Michał Meyer          | Mateusz       |
| Piotr Cyrwus          | Zdzisio       |
| Wojciech Mecwaldowski | Staszek       |
| Cezary Kosiński       | Komornik      |
| Krzysztof Kamiński    | Teodor        |
| Rafał Rutkowski       | Grześ         |
| Paweł Burczyk         | Reporter      |

## Handlung
Mirosław Baron besitzt eine kleine Tankstelle mit Finanzproblemen. Er hat eine Frau, Sylwia, und eine Tochter, Paula, ein schlaues neunzehnjähriges Mädchen, die von einem Umzug in die Stadt träumt. In sie ist Mateusz verliebt, ein Mitarbeiter der Tankstelle.

## Episodenliste
| Nr. | Erstausstrahlung | Originaltitel                 |
| --- | ---------------- | ----------------------------- |
| 1   | 7. März 2014     | Kto się boi komornika?        |
| 2   | 7. März 2014     | Dzień prośby                  |
| 3   | 14. März 2014    | Człowiek w masce              |
| 4   | 14. März 2014    | Nocna zmiana                  |
| 5   | 21. März 2014    | Protest                       |
| 6   | 21. März 2014    | Ślimak                        |
| 7   | 28. März 2014    | Kandydat na męża              |
| 8   | 28. März 2014    | Francuski skarb               |
| 9   | 4. April 2014    | Pijane kury                   |
| 10  | 4. April 2014    | Zdrada                        |
| 11  | 11. April 2014   | Apetyt na ogórki              |
| 12  | 11. April 2014   | Teściowa w sieci              |
| 13  | 25. April 2014   | Jednoręki bandyta             |
| 14  | 25. April 2015   | Świat kina                    |
| 15  | 9. Mai 2015      | Potęga miłości                |
| 16  | 9. Mai 2014      | Samochód w życiu mężczyzny    |
| 17  | 16. Mai 2014     | Dziewczyna z plakatu          |
| 18  | 16. Mai 2014     | Czuj duch                     |
| 19  | 23. Mai 2019     | Hot - dog                     |
| 20  | 23. Mai 2014     | Gwazdka w przewodniku         |
| 21  | 30. Mai 2014     | Uzdrowiciel                   |
| 22  | 30. Mai 2014     | Impreza                       |
| 23  | 6. Juni 2014     | Gry i zabawy                  |
| 24  | 6. Juni 2014     | Być jak Gabrysia Trzaskalaska |
| 25  | 13. Juni 2014    | Szansa                        |
| 26  | 13. Juni 2014    | Ja, Baron                     |